# لاغونا ديل ماركيسادو
بلدية لاغونا ديل ماركيسادو (بالإسبانية: Laguna del Marquesado)‏، هي إحدى بلديات مقاطعة قونكة إحدى مقاطعات إسبانيا، و التي تقع في منطقة قشتالة لا منتشا وسط البلاد, و المائلة لجهة الشرق من إسبانيا.
يبلغ عدد سكانها 59 نسمة وفقاً لإحصائية سنة (2007).